# Паразитоформні кліщі
Паразитоформні кліщі, також паразитиформні (Parasitiformes) — надряд павукоподібних із підкласу кліщів (Acari).

## Видове багатство
Описано понад 12000 видів, у той час як загальна кількість видів оцінюється у 100–200 тисяч.

## Особливості окремих груп
Багато представників паразитоформів, але не всі, є паразитами. Найвідомішими з них є іксодові кліщі.
Близько половини з 10000 відомих видів підряду Mesostigmata — вологолюбні хижаки та сапротрофи, що живуть у ґрунтовому гумусі, гнилій деревині, гної, падалі, гніздах та хатньому пилу. Декілька видів перейшли на харчування грибами, спорами та пилком.
Представники родини Phytoseiidae, що налічують близька 15% усіх описаних видів ряду Mesostigmata, успішно використовуються у біологічному контролі шкідників.

## Класифікація
- Ряд Ixodida Leach, 1815
  - Родина аргасові Argasidae C. L. Koch, 1844
  - Родина Ixodidae C. L. Koch, 1844
  - Родина Nuttalliellidae Schulze, 1935
- Ряд Holothyrida Thon, 1909
  - Родина Allothyridae van der Hammen, 1972
  - Родина Holothyridae Thorell, 1882
  - Родина Neothyridae Lehtinen, 1981
- Ряд Mesostigmata G. Canestrini, 1891
  - родина Phytoseiidae та ще понад 70 родин (вкл. більшість видів надряду).